# Pewsey
Pewsey est un village et une paroisse civile du Wiltshire, en Angleterre. Il est situé à une dizaine de kilomètres au sud de la ville de Marlborough, dans la région naturelle du Vale of Pewsey. Au moment du recensement de 2011, il comptait 3 634 habitants.

## Étymologie
Le nom Pewsey remonte à la période anglo-saxonne : il est attesté sous la forme Pefesigge à la fin du IXe siècle. Il dérive du mot ēg « île », suffixé à un nom d'homme, *Pefe. Il est attesté dans le Domesday Book sous la forme Pevesie.